# 巴克納 (阿肯色州)
巴克納（英語：Buckner）是一個位於美國阿肯色州拉法葉縣的城鎮。

## 地理
巴克納的座標為33°21′29″N 93°26′12″W / 33.35806°N 93.43667°W，而該地的平均海拔高度為89米（即292英尺）。

## 人口
根據2020年美國人口普查的數據，巴克納的面積為3.06平方千米，當中陸地面積為3.05平方千米，而水域面積為0.01平方千米。當地共有人口165人，而人口密度為每平方千米53人。